# Bal'a
Bal'a (àrab: بلعة, Balʿa) és un municipi palestí de la governació de Tulkarem, a Cisjordània, 9 kilòmetres al nord-est de Tulkarem. Segons l'Oficina Central Palestina d'Estadístiques tenia 6.604 habitants el 2007. En 1922 el municipi tenia 1.259 habitants, gairebé es va duplicar fins a 2.220 el 1945. Després de l'ocupació de la ciutat el 1967 després de la Guerra dels Sis Dies, els habitants de Bal'a van arribar a 3.800 després que desenes de famílies de ciutats properes com Deir al-Ghusun s'hi van establir després de ser expulsades per raons de seguretat.

## Història
Vora aquest municipi es va obrir una tomba en el moment de la visita del SWP. Consistia en una sola cambra amb un loculus en cada una de les tres parets. La porta era una llosa inscrita, amb una ornamentació rude. Tyrwhitt Drake va trobar una cita, corresponent al 332.

### Època otomana
Bal'a, com la resta de Palestina va ser incorporada a l'Imperi Otomà en 1517. En els registres fiscals de 1596 formava part de la nàhiya o subdistricte de Jabal Sami, part del sanjak de Nablus. Tenia una població de 6 llars, totes musulmanes. Els habitants pagaven una taxa fixa del 33,3% en productes agrícoles, incloensos blat, ordi, cultius d'estiu, oliveres, cabres i ruscs, a més d'ingressos ocasionals; Un total de 1.658 akçe.
En 1882 el Survey of Western Palestine (SWP) del Fons per a l'Exploració de Palestina's descrivia Bal'a com «un poble de grans dimensions en un terreny molt alt, amb magnífics boscos d'olives a l'oest i subministrat per cisternes. Aparentment és un lloc antic, amb tombes tallades en roca.»

### Època del Mandat Britànic
Segons el cens organitzat en 1922 per les autoritats del Mandat Britànic tenia 1.259 musulmans. En el cens de Palestina de 1931 va incrementar la població a 1.539 habitants, tots musulmans, en un total de 344 cases.
En 1945 la població de Bal'a era de 2.220 musulmans, i l'àrea de terra era de 21,151 dúnams, segons un cens oficial de terra i població. 70 dúnams eren per cítrics i bananes, 7,766 dúnams eren per plantacions i terra de rec, 2,753 usats per cereals, mentre 42 dúnams eren sòl urbanitzat.

### Després de 1948
Després de la de la Guerra araboisraeliana de 1948, i després dels acords d'Armistici de 1949, Bal'a va restar en mans de Jordània. Després de la Guerra dels Sis Dies el 1967, ha estat sota ocupació israeliana

## Persones notables de Bal'a
- Hakam Balawi - principal ajudant de Yasser Arafat, antic ambaixador de l'OAP a Algèria i Tunísia i Ministre de l'Interior de l'Autoritat Nacional Palestina en 2003.